# 比罗比詹区
比罗比詹区（俄语：Биробиджанский район）是俄罗斯联邦犹太自治州下辖的一个区，其行政中心为比罗比詹。据2016年统计，该区的人口为11590人。